# GFRIEND! 拜託了，小狗
《GFRIEND! 拜託了，小狗》（韓語：여자친구! 강아지를 부탁해）是由韩国寵物專屬頻道skyPetpark制作并播出的真人實境秀节目，由出道2個月的GFRIEND成員担当主演。自2015年3月19日起錄製，於4月14日起播出。亦為GFRIEND首個真人實境秀節目。

## 節目內容
節目內容為GFRIEND成員化身寵物保姆，與受委托客戶寵物狗度過一天並完成寵物保姆委托。節目中分開2組進行寵物保姆委托，每組各3人。在每次活動結尾將進行直播活動，每十分鐘統計一次收視率，收視率最高的一組獲得勝利。

## 劇集列表
第一集及第二集
- 6名成員在京畿道一山的某寵物狗幼稚園進行寵物保姆的測試[1]，分為理論和實踐題目。50分以上作為正式保姆；50分以下作為實習保姆。測試完成後進行分組，最後分為「姐姐組」及「妹妹組」。
- 分組完成後獲得每組獲得任務卡（30KG和模特），2組分別前往任務卡所在的場地進行第一次的寵物保姆。
- 「30KG」的委托內容為：

1. 上午和下午散步；
2. 空隙時間給它梳頭；
3. 帶狗狗去美容室剪髮。

- 「模特」的委托內容為：

1. 完成愛太畫報拍攝；
2. 選擇一個漂亮的髮夾；
3. 在寬敞的公園一起玩耍。

第三集及第四集
- 5名成員[註 1]獲得任務卡（P學院和露營），2組分別前往任務卡所在的場地進行第二次的寵物保姆。
- 「P學院」的委托內容為：

1. 上午帶狗散步；
2. 今日是美容的日子，給狗狗換一個髮型；
3. 跟GFRIEND成員多留下美好的回憶。

- 「露營」的委托內容為：

1. 和香皂和香波一起露營；
2. 一定給它們買最喜歡的小白菜；
3. 下午哄它們午睡。

第五集及第六集
- 6名成員獲得任務卡（威爾斯柯基犬Nicole及出生41日的七兄妹和比直播主羅棟鉉更有人氣的伴侶狗），2組分別前往任務卡所在的場地進行第三次的寵物保姆。
- 「威爾斯柯基犬Nicole及出生41日的七兄妹狗」的委托內容為：

1. 給七兄妹取名字；
2. 給小狗餵食及為Nicole製造好吃的產後料理；
3. 7兄妹初疫苗接種。

- 「比直播主羅棟鉉更有人氣的伴侶狗」的委托內容為：

1. 給紐扣和小不點拍攝情侶照片；
2. 給紐扣和小不點製造可以吃的蛋糕；
3. 給紐扣和小不點開生日派對。

第七集及第八集
- 6名成員獲得任務卡（圓圓的雙胞胎兄妹和三食），2組分別前往任務卡所在的場地進行第四次的寵物保姆。
- 「圓圓的雙胞胎兄妹」的委托內容為：

1. 餵適當的飼料；
2. 帶它們到寵物醫院進行健康檢查；
3. 和討厭運動的孩子們開心地運動。

- 「三食」的委托內容為：

1. 與三食的結婚女伴侶達爾馬提亞狗相親；
2. 相親前去SPA消除緊張感；
3. 給三食的家裝扮。

第九集及第十集
- 姐姐隊的委托內容為：

1. 給小狗做斷奶食品；
2. 與訓練師一起改善內向姓格；
3. 給法國斗牛犬拍攝全家照。

- 妹妹隊的委托內容為：

1. 一起渡過有點早的假期；
2. 陪喜歡水的狗狗游泳玩水；
3. 把喜歡的水果當作零食餵它。

第十一集及第十二集
- 姐姐隊及妹妹隊的任務卡為成為一日醫生，委托內容為：
- 姐姐隊的委托內容為：

1. 成為一日醫生與小狗玩[3]；
2. 幫助小狗洗澡和美容；
3. 照顧接受治療的小狗。

- 妹妹隊的委托內容為與老師們一起進行管理。

## 註解
1. ↑  Sowon在拍攝日進行眼睛手術沒有參與拍攝